# Country pop
Country pop je podžanr country glazbe koji se pojavio 1970-ih i nastao je iz Nashville sounda i soft rocka. Termin se u početku upotrebljavao za country glazbu koja je dospjela u top 40 radio ljestvicu.

## Country-pop izvođači/sastavi
| - 3 of Hearts - Carrie Underwood - Rascal Flatts - Lynn Anderson - Đorđe Balašević - Bellamy Brothers - Bermuda Triangle Band - Debby Ryan - Brooks and Dunn - Chips - Ha*Ash - Kelly Clarkson - John Conlee - Billy Ray Cyrus - Kikki Danielsson - Dave & Sugar - Mac Davis - Jessica Simpson - Sara Evans - Halestorm - ExileExile - Donna Fargo - Janie Fricke - Larry Gatlin - Crystal Gayle - Mickey Gilley - Josh Gracin - Tomislav Ivčić - Ivana Kovač - Mišo Kovač - Kristy Lee Cook - Barbara Mandrell - Louise Mandrell - Lila McCann - Ronnie Milsap - Montgomery Gentry - Anne Murray - Juice Newton - Olivia Newton-John | - Marie Osmond - Rissi Palmer - Dolly Parton - Zlatko Pejaković - Kellie Pickler - Jeanne Pruett - Eddie Rabbitt - Carmen Rasmusen - LeAnn Rimes - Kenny Rogers - T.G. Sheppard - Margo Smith - Billie Jo Spears - Taylor Swift - Trace Adkins - Sylvia - Shania Twain - Sugarland - Tanya Tucker - Carrie Underwood - Keith Urban - Dottie West - Chuck Wicks - Julianne Hough - Oak Ridge Boys - Neal McCoy - Hank Williams Jr. - Restless Heart - Dan Seals - John Austin - Jewel - Jennette McCurdy - Tim McGraw - Willie Nelson |